# Cserszegtomaji-kútbarlang
A Cserszegtomaji-kútbarlang Magyarország fokozottan védett barlangjai közül az egyik. Különlegessége a méretéhez képest kicsi vízszintes kiterjedése és ezzel van összefüggésben bonyolult járatrendszere. Szövevényes labirintusának morfológiai képe emiatt egyedülálló hazánkban. A Keszthelyi-riviéra leghosszabb barlangja. Cserszegtomaj két fokozottan védett barlangja közül az egyik, a másik az Acheron-kútbarlang.

## Leírás
A Balaton-felvidéki Nemzeti Parkban, Cserszegtomaj belterületén, a cserszegtomaji temető 64 m mély kútjából, a kút betonozott falában, a kút szájától 50 m mélyen nyílik. Felső triász fődolomit és miocén homokkő települési határán jött létre a langyos és a meleg karsztvizek hatására. Mivel majdnem vízszintes kőzetréteg határon alakult ki, ezért vízszintesnek tekinthető a barlang. Legmagasabb és legmélyebb pontja között 12 m a szintkülönbség. A lapos, kis keresztmetszetű üregrendszer falait alkotó homokkő nagy vastagságban átkovásodott kemény kvarcit. Főtéjén a régi dolomitfelszín oldott formáinak negatív lenyomatai és sejtes-kazettás szerkezetű kőzetcsipkék láthatók.
Ásványkiválásai közül leggyakoribbak a különböző gipszképződmények és vörös, kék és fekete színű hematit, illetve hidrohematit és mangánbevonatok a falakon. Ilyenek vannak a Kék-vörös-ágban. 5–10 cm-es limonitcseppkövek, pannon páfrányok nyomfosszíliái és fosszíliák, szálasgipsz is megfigyelhető benne. A hematit és limonit bevonatok 2–25 cm átmérőjű foltokban jelennek meg.
Levegőjének hőmérséklete a magyarországi barlangi átlagtól magasabb, 12,5–12,8 °C körül van. A 100%-os relatív páratartalom mellett is szárazak járatai. A szén-dioxid koncentráció szintén magas, akár a 4,1%-ot is elérheti. Ezt a Déli-szakasz legtávolabbi részén mérték. Csak a bejárati kúton keresztül tud szellőzni és ezért a bejárattól távolodva a szén-dioxid koncentráció nő. Az üregrendszer jelenleg száraz a karsztvízszint-süllyesztés miatt, azonban a mérések alapján az 1970-es években még víz alatt lehettek a DK-i járatok. A talpszintet sok helyen dolomitliszt és homokkőomladék fedi. Jelenleg pusztuló állapotban van a barlang.
A hálózatos elrendezésű barlang hiába több mint 3300 m hosszú, legtávolabbi pontjai között K–Ny-i irányban csak 146 m a távolság, É–D-i irányban 125 m. Vízszintes kiterjedése tehát kicsi. Leginkább négykézláb lehet közlekedni bonyolult útvesztőjében. Sok gótikus hatású része van, például oszlopok és boltozatok. 1931-ben egy itt járó német egyetemi tanár emiatt mesterséges eredetűnek, ősi kazamatának hitte. A kúszójáratokat nagyobb, 10–15 m átmérőjű és 2–3 m magas termek tagolják. Biztonságosan járható, de még térkép alapján is nehéz benne tájékozódni. Megtekintéséhez a helyenként magas szén-dioxid koncentráció miatt elektromos lámpát szükséges használni. A lezárt barlang megtekintéséhez a Balaton-felvidéki Nemzeti Park Igazgatóság engedélye és barlangjárási gyakorlat kell.
Egyik termét, a legnagyobbat Szabó Pál Zoltánról nevezték el, ahol emléktáblát helyeztek el tiszteletére. 1977-ben volt először Cserszegtomaji-kútbarlangnak nevezve a barlang az irodalmában. Előfordul a barlang az irodalmában Barlangos kut üregrendszere (Eszterhás 1984), Barlangoskút ürege (Neidenbach, Pusztay 2005), Barlangoskút üregrendszere (Bertalan 1976), Cserszegtomaji-kutbarlang (Bertalan, Schőnviszky 1976), Cserszegtomaji kútbarlang (Bertalan 1976), Cserszegtomaj's Well Cave (Kordos 1977), Cserszegtomaj Well-cave (Takácsné, Eszterhás, Juhász, Kraus 1989), Cserszegtomaj Well Cave (Takácsné, Eszterhás, Juhász, Kraus 1989), Dornyai Béla-barlang (Eszterhás 1984), Dornyay-barlang (Bertalan 1976), Kút-barlang (Szeghalmy 1937), Kút barlang (Bertalan 1976), Kútbarlang (Margittay 1942) és Tomaji kútbarlang (Bertalan 1976) neveken is.

## Kutatástörténet
1930-ban, véletlenül, kút ásása közben fedezték fel a barlangot. A Rozlozsnyik Pál által írt kéziratban lett említve a barlang először. Az 1931-ben írt kézirat szerint a barlang 150 m hosszúságig volt megtekinthető.
Az 1937-ben megjelent és Szeghalmy Gyula által írt könyvben szó van arról, hogy a Keszthely közelében, a tomaji Szent Anna-kápolna szomszédságában található Kút-barlang nagyon érdekes felfedezésének körülményei miatt is. A barlangot a pannóniai rétegbe 54 m mélyre leásott kút aknájában találták meg. Rozlozsnik Pál főgeológus 1931. évi vizsgálatai szerint a barlang pannóniai kvarchomokkő és az alatta fekvő felső triász dolomit érintkezési helyén, a mostaninál magasabb szinten elhelyezkedő karsztvíz hatására keletkezett. A barlanghoz leereszkedő a barlang bejáratánál két járatot talál. Az egyik egy terembe vezet, amely 10 m hosszú, 3–5 m széles és 1 m magas. A másik alacsony folyosóval kezdődik és ebből nyílnak terem alakú üregek, melyekből megint folyosók ágaznak ki, de ezekbe nem lehet bemenni.
1946-ban Szentes Ferenc tudományos kutatásokat végzett benne. 1947-ben történt a barlang első felmérése, amelyet Szentes Ferenc végzett. 1951-ben Leél-Őssy Sándor tudományosan kutatott a barlangban. 1965–1966-ban a VMTE Toldy Barlangkutató Csoport új részek feltárásával majdnem 800 m-re növelte a barlang hosszát. Az 1965. évi Karszt és Barlangban publikálva lett a cserszegtomaji Kút-barlang alaprajz térképvázlata. A térképvázlatot, amelyen látható az É-i irány, a budapesti Toldy Ferenc Gimnázium Barlangkutató Csoportja készítette 1965-ben. A térképvázlaton meg van különböztetve egymástól a barlang Szentes Ferenc által felmért elülső része, az 1965-ben felmért részek, a néhány irányméréssel és becsült távolsági értékek alapján 1965-ben vázlatosan megrajzolt szakaszok, illetve az a terület, ahol felfedezett járatok vannak, de azok helyét adatok nélkül még vázlatosan sem lehet megrajzolni. 1976-ban vált országos jelentőségű barlanggá a 4400-as (Bakony) barlangkataszteri területen lévő, keszthelyi Cserszegtomaji-kutbarlang.
Az 1976-ban befejezett és Bertalan Károly által írt, Magyarország barlangleltára című kéziratban az olvasható, hogy a Cserszegtomaji kútbarlang további nevei Barlangoskút üregrendszere, Dornyay-barlang, Kút barlang és Tomaji kútbarlang. A barlang a Bakonyban és a Keszthelyi-hegységben, Cserszegtomajon helyezkedik el. A Biked-hegytől K-re kb. 800 m-re lévő Szent Anna (Mária) kápolnától 46 m-re, az útkereszteződésnél van az a 63,8 m mély kútakna, amelyben 49,6 m mélységben nyílik. A kút bejárata 181 m tszf. magasságban, a barlang bejárata 131,4 m tszf. magasságban fekszik. A barlang felmért hossza 150 m, becsült hossza 800 m és 4 m mély. Homokkő és porló fődolomit határán keletkezett, tektonikusan preformált, hévizes eredetű, bonyolult barlang. A kézirat barlangra vonatkozó része 6 irodalmi mű alapján lett írva.
Az 1976-ban összeállított, országos jelentőségű barlangok listájában lévő barlangnevek pontosítása után, 1977. május 30-án összeállított, országos jelentőségű barlangok listáján rajta van a Bakony hegységben, Cserszegtomajon található barlang Cserszegtomaji-kutbarlang néven. A Bertalan Károly és Schőnviszky László által összeállított, 1976-ban megjelent Magyar barlangtani bibliográfia barlangnévmutatójában meg van említve a Keszthelyi-hegységben lévő barlang Cserszegtomaji-kutbarlang néven. A barlangnévmutatóban fel van sorolva 7 irodalmi mű, amelyek foglalkoznak a barlanggal. Az 1977. évi Karszt és Barlang angol nyelvű különszámában megjelent, The longest and deepest caves of Hungary (December 31, 1975) című közleményből megtudható, hogy a Keszthelyi-hegységben fekvő, 800 m hosszú Cserszegtomaji-kútbarlang (Cserszegtomaj's Well Cave) 1975. december 31-én Magyarország 20. leghosszabb barlangja. A 18. leghosszabb barlang (Alba Regia-barlang) és a 19. leghosszabb barlang (Viktória-barlang) szintén 800 m hosszú.
Az 1977. december 31-i állapot szerint (MKBT Meghívó 1978. május) a Keszthelyi-hegységben lévő és kb. 800 m hosszú Cserszegtomaji-kutbarlang az ország 21. leghosszabb barlangja. Az 1977. évi Karszt és Barlangban megjelent összeállítás alapján, 1977. december 31-én Magyarország 22. leghosszabb barlangja a Keszthelyi-hegységben elhelyezkedő, 1977. december 31-én, 1976-ban és 1975-ben kb. 800 m hosszú Cserszegtomaji-kútbarlang. A 21. leghosszabb barlang (Viktória-barlang) szintén kb. 800 m hosszú. Ez az összeállítás naprakészebb az 1978. májusi MKBT Meghívóban publikált listánál. Az 1980. évi Karszt és Barlang 1. félévi számában publikálva lett, hogy a kiemelt jelentőségű Cserszegtomaji-kútbarlang a 4400-as barlangkataszteri területen (Bakony hegység és É-i előtere) helyezkedik el. A barlangnak 4440/2. a barlangkataszteri száma. Az MKBT Dokumentációs Bizottsága a helyszínen el fogja helyezni, a többi kiemelt jelentőségű barlanghoz hasonlóan, a barlang fémlapba ütött barlangkataszteri számát. A barlangkataszteri szám beütéséhez alapul szolgáló fémlap ugyanolyan lesz mint a többi kiemelt jelentőségű barlang fémlapja.
1980-tól az Alba Regia Barlangkutató Csoport és az FTSK Barlangkutató Szakosztály, 1982-től az Acheron Barlangkutató Csoport dolgoztak ismeretlen járatok megtalálásán. Munkájuk eredményeként hossza 2300 m-re nőtt. 1980. január–februárban az Alba Regia Barlangkutató Csoport (Glacz Károly, Gyebnár János, Kárpát József, Németh Tibor, Szalóki Zsuzsa, Widermann Pál, Widermann Tibor) felmérte a barlangot. Ebben az évben Kárpát József az 1980. évi barlangfelmérés felhasználásával megszerkesztette a barlang alaprajz térképét és 9 keresztmetszet térképét. Az alaprajz térkép, amelyen fel van tüntetve az É-i irány, szemlélteti a 9 keresztmetszet elhelyezkedését a barlangban. Az alaprajz térkép és a 9 keresztmetszet térkép 1:200 méretarányban mutatja be a barlangot. 1980. november 17–19-én Kárpát József a barlang 1980. évi felmérésének felhasználásával megszerkesztette a barlang izometrikus térképét. Az izometrikus térkép, amelyen fel van tüntetve az ÉK-i irány, 1:400 méretarányban mutatja be a barlangot.
1981-ben emléktáblát helyeztek el a Szabó Pál Zoltán-teremben. 1982-ben a Kelenföldi Tömegsport Egyesület Acheron Barlangkutató Szakosztálynak volt kutatási engedélye a barlang kutatásához. 1982. július 1-től az Országos Környezet- és Természetvédelmi Hivatal elnökének 1/1982. (III. 15.) OKTH számú rendelkezése (1. §. és 3. §., illetve 5. sz. melléklet) értelmében a Bakony hegységben lévő Cserszegtomaji-kútbarlang fokozottan védett barlang. Fokozottan védett barlang földtani, genetikai és ásványtani értékei miatt lett. Az 1982. szeptember–októberi MKBT Műsorfüzetben meg van említve, hogy a Bakony hegységben található Cserszegtomaji-kutbarlang fokozottan védett barlang. A felsorolásban a barlangnevek az MKBT által jóváhagyott és használt helyesírás szerint, javított formában lettek közölve.

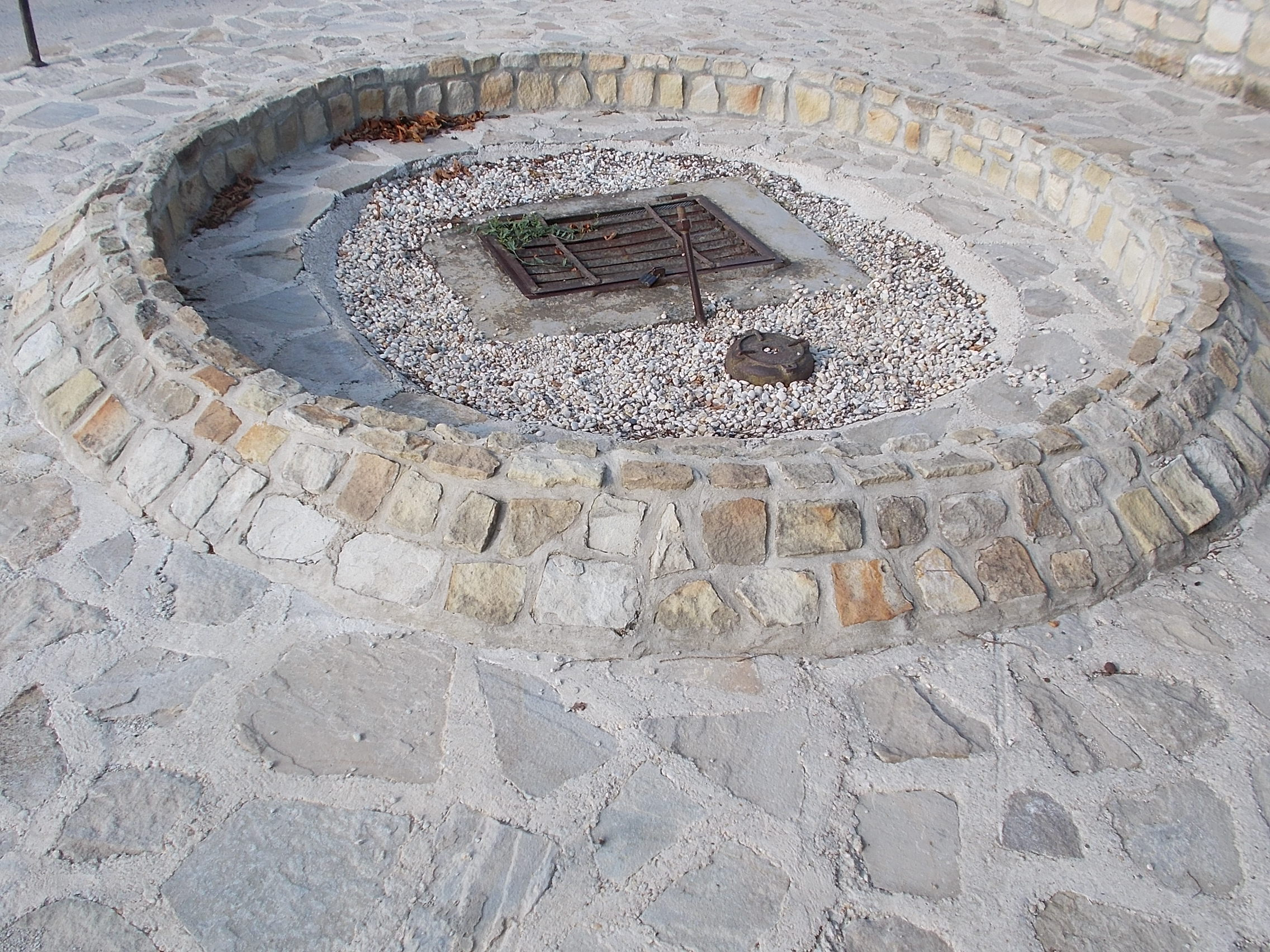
A Cserszegtomaji-kútbarlang bejárata

Az 1984-ben kiadott, Magyarország barlangjai című könyv szerint az 1960-as évek egyik jelentős hazai barlangkutatási eredménye volt a barlang 1965. évi térképezése és részletes bejárása. A könyvben részletesen le van írva a barlang. Az országos barlanglistában szerepel a barlang Cserszegtomaji-kútbarlang néven Tomaji kútbarlang, Kút barlang, Barlangoskút üregrendszere és Dornyay-barlang névváltozatokkal. A listához kapcsolódóan látható a Déli-Bakony, a Balaton-felvidék és a Keszthelyi-hegység barlangjainak földrajzi elhelyezkedését bemutató 1:500 000-es méretarányú térképen a barlang földrajzi elhelyezkedése. Az 1984-ben napvilágot látott, Lista a Bakony barlangjairól című összeállítás szerint a Keszthelyi-hegységben, a 4440-es barlangkataszteri tájegységben, Cserszegtomajon helyezkedik el a Cserszegtomaji-kutbarlang, amelynek további nevei Dornyai Béla-barlang és Barlangos kut üregrendszere. 4440/2 a barlangkataszteri száma a karsztos barlangnak, amely 1641 m hosszú és 52 m mély. 9 kiemelt jelentőségű, fokozottan védett barlang van a Bakonyban, amelyek közül egyik a Cserszegtomaji-kútbarlang. A Bakony második leghosszabb barlangja.
Az 1986. évi Karszt és Barlangban megjelent bibliográfia regionális bibliográfia részében szerepel a barlang Cserszegtomaji-kútbarlang néven. Az összeállítás szerint a Karszt és Barlangban publikált írások közül 3 foglalkozik a barlanggal. Az 1987. december 31-i állapot alapján Magyarország 12. leghosszabb barlangja a 4440/2 barlangkataszteri számú, 2300 m hosszú Cserszegtomaji-kútbarlang. Az összeállítás szerint az 1977. évi Karszt és Barlangban közölt hosszúsági listában a barlang kb. 800 m hosszú. 1989-ben az Acheron Barlangkutató Szakosztály a Vörös-ágban és az Ebédlőnél kisebb feltárásokat, valamint a barlangban egyszer radioaktív dózisszintmérést és háromszor szén-dioxid mérést végzett.
Az 1989. évi Karszt és Barlangban lévő, Magyarország barlangjai című összeállításban szó van arról, hogy a Keszthelyi-hegység DNy-i peremén fekszik a Cserszegtomaji-kútbarlang. 1931-ben, kútásás során, 51 m mélységben fedezték fel a barlangot. Kialakulását és formakincsét az egykor feltörő melegvizeken kívül a sajátos földtani viszonyoknak köszönheti. Ezen a helyen a triász dolomit karsztosodott felszínére a pliocénben homokréteg rakódott vastagon, amely később vízzáró homokkővé cementálódott. A feltörő melegvizek elporlasztották, kioldották az alatta húzódó dolomit felső rétegét. A 2,3 km hosszú vízszintes barlang dolomitporral kitöltött kuszodalabirintusa tulajdonképpen a régi dolomitfelszín negatívját őrizte meg.
A publikációban lévő 1. ábrán (Magyarország térkép) be van mutatva a barlang földrajzi elhelyezkedése. A folyóirat 1989. évi különszámában napvilágot látott ennek az utóbbi tanulmánynak az angol nyelvű változata (The caves of Hungary). Ebben a tanulmányban Cserszegtomaj Well Cave a barlang neve. Az angol nyelvű tanulmányhoz mellékelve megjelent egy olyan lista, amelyben Magyarország leghosszabb barlangjai vannak felsorolva. A felsorolás szerint a Keszthelyi-hegységben fekvő, 2300 m hosszú Cserszegtomaji-kútbarlang (Cserszegtomaj Well-cave) 1988-ban Magyarország 12. leghosszabb barlangja. (1977-ben a barlang 800 m hosszú volt.)
A barlangot 1990-től a Labirint Karszt- és Barlangkutató Sport Egyesület kutatja és vizsgálja. Az 1992. évi MKBT Műsorfüzetben megjelent ismertetés szerint az 1982-től 1991-ig térképezett, Keszthelyi-hegységben található, 450 m hosszú barlang új barlangszakasza az Acheron Barlangkutató Szakosztály által térképezett jelentősebb barlangszakaszok közül az egyik. 1998. május 14-től a környezetvédelmi és területfejlesztési miniszter 13/1998. (V. 6.) KTM rendelete szerint a Balaton-felvidéki Nemzeti Park Igazgatóság illetékességi területén, a Keszthelyi-hegységben található Cserszegtomaji-kútbarlang az igazgatóság engedélyével látogatható. 2001. május 17-től a környezetvédelmi miniszter 13/2001. (V. 9.) KöM rendeletének értelmében a Bakony hegység területén lévő Cserszegtomaji-kútbarlang fokozottan védett barlang. Egyidejűleg a fokozottan védett barlangok körének megállapításáról szóló 1/1982. (III. 15.) OKTH rendelkezés hatályát veszti.
A 2003-ban napvilágot látott, Magyarország fokozottan védett barlangjai című könyvben található barlangismertetésben az olvasható, hogy 2400 m hosszú, 52 m függőleges kiterjedésű és 150 m vízszintes kiterjedésű. A könyvben lévő, Egri Csaba és Nyerges Attila által készített hosszúsági lista szerint a Keszthelyi-hegységben lévő és 4440-2 barlangkataszteri számú Cserszegtomaji-kútbarlang Magyarország 17. leghosszabb barlangja 2002-ben. A 2002-ben 2400 m hosszú barlang 1977-ben kb. 800 m és 1987-ben 2300 m hosszú volt. A könyvben található, Egri Csaba és Nyerges Attila által készített mélységi lista szerint a Keszthelyi-hegységben lévő és 4440-2 barlangkataszteri számú Cserszegtomaji-kútbarlang Magyarország 72. legmélyebb barlangja 2002-ben. A 2002-ben 52 m mély barlang 1977-ben és 1987-ben is 52 m mély volt.
A 2005-ben megjelent, Magyar hegyisport és turista enciklopédia című kiadványban önálló szócikke van a barlangnak. A könyv szerint a Cserszegtomaji-kútbarlang (Dornyai Béla-barlang, Barlangoskút ürege) a Keszthelyi-hegység DNy-i peremén található. Cserszegtomajon, a temető kútjának betonozott falában, 50 m mélységben van a bonyolult labirintusrendszer bejárata. A kút mélyítésekor véletlenül nyílt meg 1930-ban. Először, 1931-ben Rozlozsnyik Pál írta le a 150 m hosszúságig bejárt barlangot. Új feltárások 1965–1966-ban történtek és ekkor már megközelítette a 800 m-t a barlang hossza. Az 1980 óta folyó kutatások eredményeként jelenleg már több mint 2400 m hosszú. Triász dolomit és miocén homokkő majdnem vízszintes települési határán, a feltörő langyos-meleg karsztvizek hozták létre. Rendkívül összetett alaprajzú, lapos, kis szelvényű a 146 m vízszintes kiterjedésű járatrendszer. Mennyezetén a régi dolomitfelszín kioldott formáinak negatív lenyomatai, illetve sejtes-kazettás szerkezetű kőzetcsipkék láthatók.
A falakat beágyazódott pannon páfrányfosszíliák és lenyomatok, szálasgipsz, illetve 2–25 cm átmérőjű foltokban kék és vörös színű hematit és limonit ásványbevonatok, 5–10 cm-es limonit cseppkövek ékesítik. A barlang száraz a karsztvízszint-süllyesztés miatt. A DK-i járatok az 1970-es években víz alatt lehettek a mérések alapján. A magyarországi átlagnál magasabb, 12,5 °C körüli a hőmérséklete. A szén-dioxid koncentráció a bejárattól távolodva nő, a belső zónákban a 3%-ot elérheti. Az elmúlt években jelentős eredményeket hoztak a barlangban végzett élettani, klimatológiai és mikrobiológiai vizsgálatok. Engedéllyel és barlangjárásban gyakorlottak számára járható a lezárt, 1982-től fokozott védelem alatt álló barlang. Az Acheron Barlangkutató Szakosztály egyik legjelentősebb feltárása a Cserszegtomaji-kútbarlang (1500 m). Kárpát József szócikkében meg van említve, hogy Kárpát József részt vett a Cserszegtomaji-kútbarlang 1981–1982. évi 2 km hosszig történt feltárásán.
2005. szeptember 1-től a környezetvédelmi és vízügyi miniszter 22/2005. (VIII. 31.) KvVM rendelete szerint a Balaton-felvidéki Nemzeti Park Igazgatóság működési területén, a Keszthelyi-hegységben található Cserszegtomaji-kútbarlang a felügyelőség engedélyével látogatható. 2005. szeptember 1-től a környezetvédelmi és vízügyi miniszter 23/2005. (VIII. 31.) KvVM rendelete szerint a Bakony hegységben lévő Cserszegtomaji-kútbarlang fokozottan védett barlang. 2007. március 8-tól a környezetvédelmi és vízügyi miniszter 3/2007. (I. 22.) KvVM rendelete szerint a Balatoni Nemzeti Park Igazgatóság működési területén lévő Keszthelyi-hegységben elhelyezkedő Cserszegtomaji-kútbarlang az igazgatóság engedélyével tekinthető meg.
2013. július 19-től a vidékfejlesztési miniszter 58/2013. (VII. 11.) VM rendelete szerint a Cserszegtomaji-kútbarlang (Keszthelyi-hegység, Balaton-felvidéki Nemzeti Park Igazgatóság működési területe) az igazgatóság hozzájárulásával látogatható. 2015. november 3-tól a földművelésügyi miniszter 66/2015. (X. 26.) FM rendelete szerint a Cserszegtomaji-kútbarlang (Bakony hegység) fokozottan védett barlang. 2021. május 10-től az agrárminiszter 17/2021. (IV. 9.) AM rendelete szerint a Cserszegtomaji-kútbarlang (Keszthelyi-hegység, Balaton-felvidéki Nemzeti Park Igazgatóság működési területe) az igazgatóság engedélyével látogatható. A 13/1998. (V. 6.) KTM rendelet egyidejűleg hatályát veszti.

## További irodalom
- Dornyay Béla: Balaton és környékének részletes kalauza. Bp. 1934.
- Darnay (Dornyay) Béla: A Keszthelyi-hegység hidrotermális jelenségei. Földrajzi Értesítő, 1954. (3. évf.) dec. (4. füz.) 665., 671. old.
- Pintér István: A Cserszegtomaji kútbarlangról... Természettudományi Közlöny, 1957. (1. [88.] évf.) 7. sz. 336. old.
- Rozlozsnyik Pál: Földtani felvételi jelentés. Kézirat a Magyar Állami Földtani Intézetben, 1931.
- Szádeczky-Kardoss Elemér: A Keszthelyi-hegység és a Hévíz hidrológiájáról. Hidrológiai Közlöny, 1941. (21. évf.) 1–6. sz. 15–28. old.
- Szentes Ferenc: A kénkovand előfordulásai a Keszthelyi-hegységben. Jelentés a Jövedéki Mélykutatás munkálatairól, 1947/48. 51–103. oldalak (Plusz mellékletek.)